# Joey Zimmerman
Joseph Paul Zimmerman (Albuquerque, 10 giugno 1986) è un attore statunitense.

## Biografia
Meglio conosciuto come Joey Zimmerman, l'attore è talvolta indicato come Joseph Zimmerman, J. Paul Zimmerman o ancora abbreviato J.P. Zimmerman.
Figlio di Kat e Harry Zimmerman, genitori divorziati, Joey ha iniziato la sua carriera piccolissimo, nella prima parte degli anni novanta.
Amico dell'attore Miko Hughes, ha affiancato Luke Edwards nel film La notte della verità (1994).
Ha preso parte alla serie televisiva Progetto Eden, oltre ad aver interpretato film quali Cose molto cattive (1998) e la saga televisiva Disney di Halloweentown nel ruolo di Dylan Piper: Halloweentown - Streghe si nasce (1998); Halloweentown II - La vendetta di Kalabar (2001); Halloweentown High - Libri e magia (2004); Ritorno ad Halloweentown (2006).

## Riconoscimenti
Zimmerman è stato vincitore nella categoria "Young Artist Award", oltre ad aver conseguito 4 nomination per la medesima categoria.

## Filmografia parziale
- Jack Reed - Una questione d'onore  (Jack Reed: Una questione d'onore) (Jack Reed: Badge of Honor) (Jack Reed: Badge of Honour) (1993)
- The Mommies, episodio "Sleeping Around" (1993)
- Murder Between Friends (1994)
- La notte della verità (Mother's Boys) (1994)
- Progetto Eden (Earth 2) (1994 - 1995)
- CBS Schoolbreak Special, episodio "Crosstown" (1996)
- Beastmaster - L'occhio di Braxus (Beastmaster: The Eye of Braxus) (1996)
- Bailey Kipper's P.O.V., episodi vari (1996)
- L'ultima lezione del professor Griffin (Killing Mr. Griffin) (1997)
- Frasier, episodio "?" ("Halloween") (1997)
- Bebè a bordo (A Thousand Men and a Baby) (1997)
- Cose molto cattive (Very Bad Things) (1998)
- Caroline in the City, episodio "Caroline and the Guys in the Bathroom" (1998)
- Halloweentown - Streghe si nasce (Halloweentown), regia di Duwayne Dunham – film TV (1998)
- Cupid, episodio "The Children's Hour" (1999)
- Felicity, episodio "Buon compleanno" ("Happy Birthday") (1999)
- Tre ragazzi e un galeotto (Treehouse Hostage) (1999)
- Bobby's Whore (2000)
- The Practice - Professione avvocati (The Practice) (2000), episodi: "Lo stato sotto accusa" (Summary Judgments); "Prendere o lasciare" (Germ Warfare)
- Becker, episodio "What Indifference a Day Makes" (2000)
- Settimo cielo (7th Heaven) (2000), episodi: "La forza del dialogo" ("Talk to Me"); "Pettegolezzi" ("Gossip")
- That '70s Show (2000), episodio "?" ("Reefer Madness")
- Halloweentown II - La vendetta di Kalabar (Halloweentown II: Kalabar's Revenge), regia di Mary Lambert – film TV (2001)
- That '70s Show (2002), episodio "?" ("Class Picture")
- Lizzie McGuire, episodio "Le undici foto di Lizzie" ("Lizzie's Eleven") (2003)
- Halloweentown High - Libri e magia (Halloweentown High), regia di Mark A.Z. Dippé – film TV (2004)
- The Jake Effect, episodio "Only Connect" (2006)
- Ritorno ad Halloweentown (Return to Halloweentown) (2006)

## Doppiatori italiani
Nelle versioni in italiano delle opere in cui ha recitato, Joey Zimmerman è stato doppiato da:
- Alessandro Averone in Halloweentown - Streghe si nasce, Halloweentown High - Libri e magia
- Stefano De Filippis in Progetto Eden
- Alessio De Filippis in Halloweentown II - La vendetta di Kalabar
- Davide Perino in Ritorno ad Halloweentown